# White Widow
White Widow (« veuve blanche » en anglais) est une souche hybride de cannabis Sativa créée par le producteur de cannabis Arjan. Son origine proviendrait d'un croisement entre une femelle Sativa Sud-américaine (brésilienne) et un mâle Indica du Sud de l'Inde. Elle est célèbre pour sa grande quantité de trichomes blancs (d'où son nom de White Widow) et sa grande puissance (en).

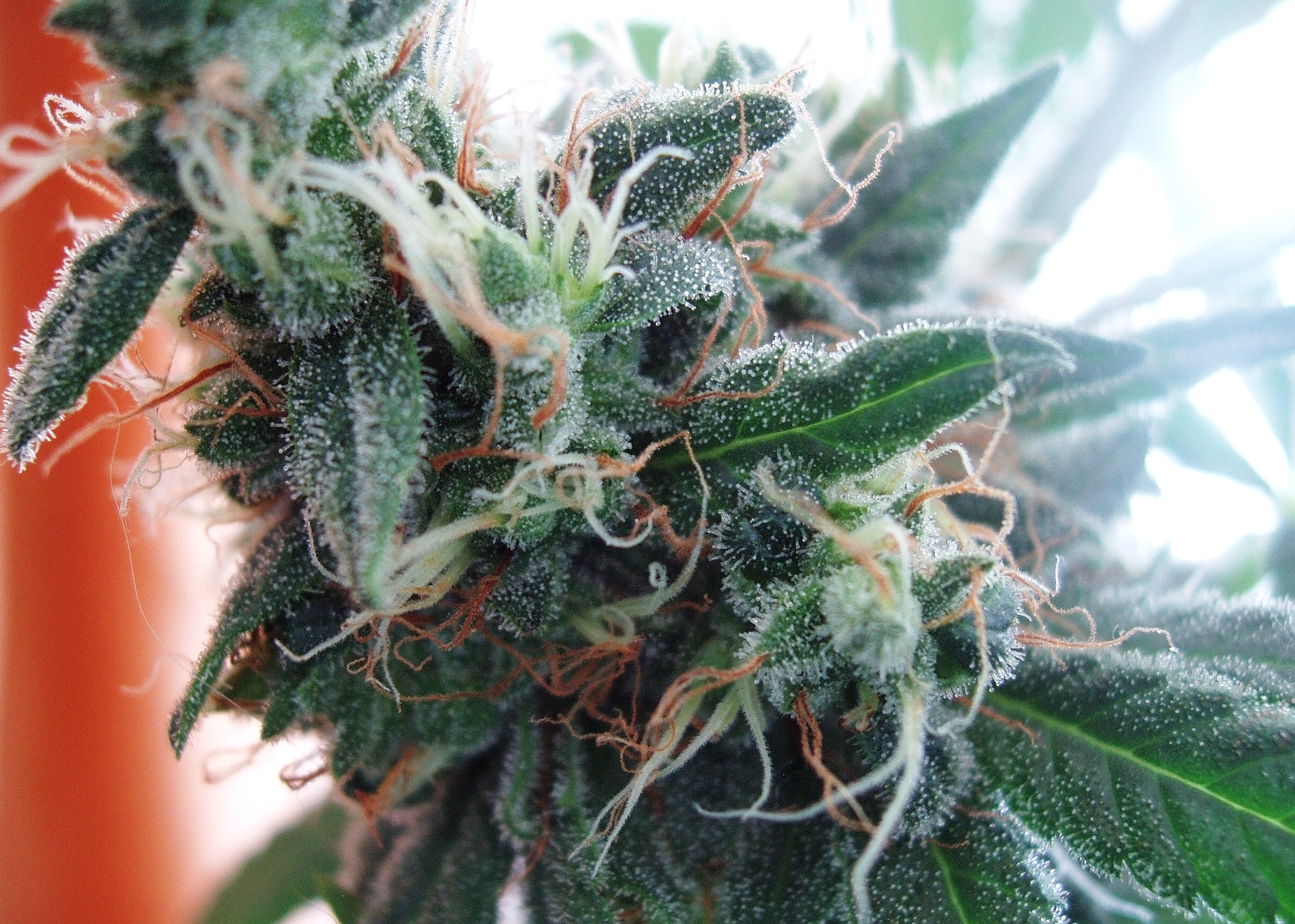
White widow

La White Widow est reconnue pour offrir au consommateur une sensation relaxante et une euphorie à la fois puissante et joyeuse . Elle a gagné la Cannabis Cup en 1995,.

## Production et vente
La White Widow produite à Amsterdam est reconnue comme pouvant contenir jusqu'à 20 % de THC et se vend environ 11
Euro le gramme aux Pays-Bas en 2011 et de 20 à 25[Quand ?] dollars américains ($US) à Jacksonville (Floride)[réf. souhaitée]. Un article paru sur le site Bloomberg en 2005 affirme que la White widow a été vendue au Compassion and Care Center de San Francisco à 453 $US l'once.
Les graines de White Widow sont parmi les plus vendues dans le monde a l'heure actuelle.